# جول يماني (تبن)

تعديل مصدري - تعديل

جول يماني هي إحدى قرى عزلة الحوطة بمديرية تبن التابعة لمحافظة لحج، بلغ تعداد سكانها 584 نسمة حسب تعداد اليمن لعام 2004.